# Dondice parguerensis
Dondice parguerensis is een slakkensoort uit de familie van de Facelinidae. De wetenschappelijke naam van de soort is voor het eerst geldig gepubliceerd in 1985 door Brandon & Cutress.